# Harun Erbek
Harun Erbek (* 8. Juni 1986 in Bregenz) ist ein türkischer Fußballspieler mit österreichischer Staatsbürgerschaft. Er ist der Bruder vom Fußballspieler Ibrahim Erbek.

## Leben und Karriere
Erbek begann seine Karriere beim SC Viktoria 62 Bregenz in dessen Jugendmannschaft. Später kam er in die AKA Vorarlberg. Sein erster Profiverein war der Zweitligist FC Lustenau 07, wo der nur 164 cm große Erbek auf sich aufmerksam machte. Anfang 2007 verpflichtete der Bundesligist SV Ried den Vorarlberger. Erbek gab sein Debüt in der höchsten österreichischen Spielklasse gegen den SV Mattersburg am ersten Spieltag der Saison 2007/08. Das Spiel ging 1:2 verloren. Erbek wurde zur Halbzeit für Pa Saikou Kujabi eingewechselt. Sein erstes Bundesligator erzielte er am 19. August 2007 beim Spiel zwischen Ried und dem SK Sturm Graz, beim 5:3-Erfolg. 2007 wurde er zu Vorarlbergs Aufsteiger des Jahres gewählt.
Erbek wechselte im August 2008 zum türkischen Erstligisten und Pokalsieger 07/08 Kayserispor. Er unterschrieb dort einen Dreijahresvertrag. Diesen löste Erbek nach nur drei Monaten wieder auf, da der Verein ihm kein Gehalt bezahlt hat und er auch keine einzige Minute im Einsatz war. Seit 24. November trainiert er beim FC Magna Wiener Neustadt mit, wo er auch einen 1½-Jahresvertrag unterschrieb, nach nur fünf Spielen und einem Aufstieg später, kehrte Erbek Wiener Neustadt den Rücken und wechselte zum Zweitligaaufsteiger FC Dornbirn 1913, wo er am 11. September 2009 im Derby gegen die SC Austria Lustenau sein Debüt feierte.
Im Mai 2011 wurde sein ablösefreier Wechsel zum derzeitigen Bundesliga-Aufstiegsaspiranten SCR Altach für die Saison 2011/2012 bekanntgegeben.
International spielte er bisher für Österreichs U-21 und in der U-19.